# 가는잎구절초

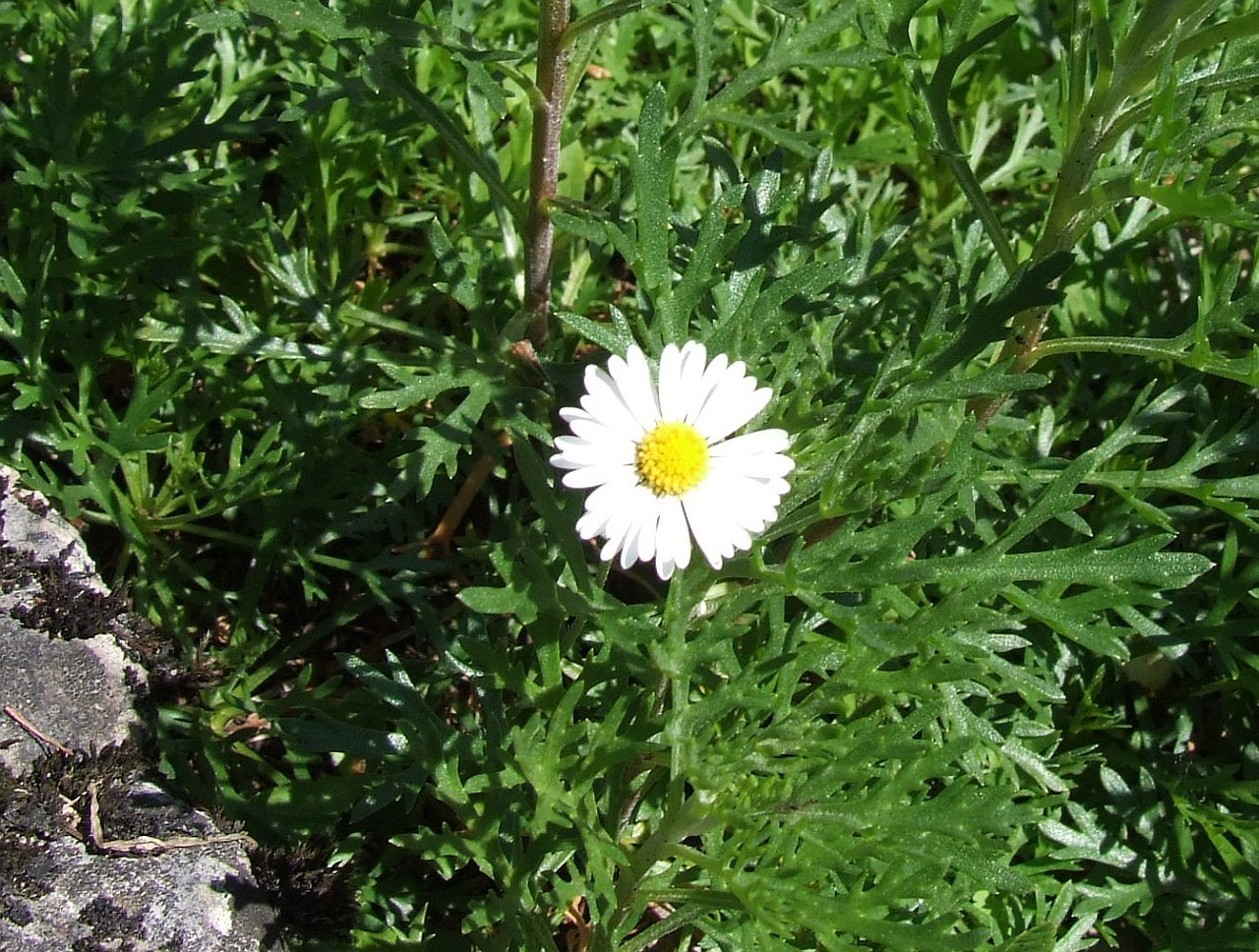

가는잎구절초는 국화속에 속하는 식물 종이다.

## 본문
산지에 자라는 여러해살이풀.줄기는 곧게 서고 가지를 치며, 잎은 쑥잎 비슷하게 갈라진다. 꽃은 연한 홍색이나  흰색으로 핀다.